# Los Zetas
Los Zetas – meksykańska grupa przestępcza, uznawana za jedną z najbardziej brutalnych grup zorganizowanych istniejących w Meksyku. Przyjmuje się, że grupę utworzono pod koniec lat 90. XX wieku, kiedy to kartel del Golfo wynajął grupę byłych komandosów sił powietrznodesantowych w celach ochrony i zwalczania konkurencyjnych gangów. Od 2003 roku po aresztowaniu bossa kartelu del Golfo Osiela Cardenasa Guillena grupa Los Zetas zaczęła mieć większe wpływy na terenach działania kartelu del Golfo, po czym w 2010 zaczęli działalność jako niezależny kartel. Aktualnie Los Zetas to jeden z najlepiej uzbrojonych karteli w Meksyku, a pod swoją kontrolą posiadają największą część kraju – od 2012 roku kontrolują 12 stanów Meksyku. Główną siedzibą kartelu jest Nuevo Laredo w stanie Tamaulipas graniczącym ze stanem Teksas w USA.

## Historia

### Nazwa
Nazwa grupy Los Zetas pochodzi od pierwszego komandosa dowodzącego grupą Arturo Guzman Decena, którego kodem radiowym podczas służby w policji było „Z1” – kod nadawany oficerom najwyższej rangi – przez co jego pseudonimem było „Zetas”.

### Utworzenie
Kiedy Osiel Cardenas Guillen w 1999 roku przejął kontrolę nad kartelem El Gulf znalazł się w niebezpiecznej pozycji, przez co postanowił wynająć emerytowanego porucznika Armii Meksykańskiej, który dodatkowo zatrudnił ponad 30 dezerterów elitarnej jednostki wojskowej Grupo Aeromóvil de Fuerzas Especiales (GAFE) jako jego prywatna ochrona przed wrogimi gangami. Dezerterów przekonały znacznie wyższe zarobki niż te, które mogli osiągnąć w zawodowej służbie. Większość dezerterów była wysoko wyszkolonymi komandosami, co w późniejszym czasie pomogło im szybko i skutecznie przejąć władzę nad większością terenów meksykańskich. W 2003 roku po aresztowaniu przywódcy kartelu El Gulf i później po jego ekstradycji w 2007 grupa Los Zetas zaczęła aktywnie przejmować tereny kontrolowane przez El Gulf, przez co liczba członków Los Zetas sukcesywnie zwiększała swą liczbę.